# 24日
24日（にじゅうよっか）は、暦上の各月における24日目である。
各月の24日については下記を参照。
- 1月24日 - 1月24日 (旧暦)
- 2月24日 - 2月24日 (旧暦)
- 3月24日 - 3月24日 (旧暦)
- 4月24日 - 4月24日 (旧暦)
- 5月24日 - 5月24日 (旧暦)
- 6月24日 - 6月24日 (旧暦)
- 7月24日 - 7月24日 (旧暦)
- 8月24日 - 8月24日 (旧暦)
- 9月24日 - 9月24日 (旧暦)
- 10月24日 - 10月24日 (旧暦)
- 11月24日 - 11月24日 (旧暦)
- 12月24日 - 12月24日 (旧暦)

## 記念日・年中行事
- 地蔵の縁日（ 日本）
- 愛宕の縁日（ 日本）
- 削り節の日（ 日本）
東京鰹節類卸協同組合が制定。「ふ(2)し(4)」の語呂合せ。